# Корсовецький Орест Іванович
Корсовецький Орест (*9 серпня 1925, Клембівка Ямпільського району Вінницької області - *7 вересня 2000 року, Крим) - український поет, публіцист, фольклорист і педагог.

## З біографії
Народився Орест Іванович  в учительській родині. Розпочав навчання 1933 року в школі на шахті Холодна Балка на Донбасі.
На початку німецько-радянської війни батьки Ореста вчителювали в Романківській семирічній школі, що в Кам'янському районі на Дніпропетровщині (нині с. Романкове у складі м. Кам'янського). Евакуюватись не встигли. Батько став працювати директором середньої школи № 27 м. Кам'янського. Орест 1942 року закінчив у Кам"янському середню школу № 26. Жили в Романковому на вулиці Молокова, 19.
Влітку 1942 Орест подав документи на вступ на філологічний факультет Дніпропетровського українського державного університету (відділення української мови та літератури). Проте навчання в університеті вже 1943 року припинено.
Орест за німецької влади став членом молодіжної підпільної патріотичної групи селища Романкове, брав участь у партизанському русі. За наказом командира підпільної групи він написав тексти листівок, вірші про народну боротьбу, а також пісні, що виконувалися на відомі мелодії. Працював у романківському клубі, де діяв осередок товариства "Просвіта".
Після визволення Дніпродзержинська О. Корсовецький призваний до лав Червоної армії. З боями пройшов через всю Україну, закінчив війну в Чехословаччині. Демобілізувався у 1948 р.
У 1948 вступив на заочний відділ Немирівського педучилища (Вінницька область).
У 1950 вступив на заочний відділ філологічного факультету Вінницького педінституту на спеціальність «українська мова та література». Після закінчення вузу вчителював.
Одночасно друкувався у районних газетах, республіканській пресі, в журналі "Дніпро" (з  1957 року).  Так сталося, що О.Корсовецький потрапив на Чукотку, де прожив 21 рік. Учителював, навчаючи дітей чукчів, евенів, ескімосів. Робітником брав участь у експедиціях ґрунтознавців, ботаніків, геологів.
У 1987 р. після виходу на пенсію О. Корсовецький повернувся до Криму.
Мешканці с. Чорноморське (АР Крим) висловили бажання присвоїти місцевій бібліотеці ім'я О.Корсовецького, який тривалий час жив і творив у цьому містечку.

## Творчий доробок
1987 р. - перша збірка поезій "Над слідом ведмежим намет", (перевидання: Київ, Видавництво «Радянський письменник», 1989).

## Цікаво
Важливу роль у формуванні таланту О. Корсовецького зіграв М. Рильський. "Їй-богу, талановитий!" - так писав Максим Рильський про О. Корсовецького в одному з листів до редактора журналу "Дніпро" Олександра Підсухи.